# Rhythm Shower
Rhythm Shower è il nono album del gruppo reggae giamaicano The Upsetters, prodotto da Lee "Scratch" Perry e pubblicato nel 1973 su LP dall'etichetta discografica Trojan Records.
Originariamente stampato in una edizione limitata, solo per il mercato giamaicano e senza copertina, si diffuse solo quando nel 1986 fu ristampato dalla Trojan Records come parte del doppio CD/triplo LP The Upsetter Box Set e composto dai tre album degli Upsetters/Lee Perry: Africa's Blood, Double Seven e Rhythm Shower.
Molti ritmi presenti nell'album sono familiari ai fan di Perry: si trovano infatti Double Power, versione di Give Me Power degli Stingers, Lover Version, una produzione di Perry di Chenley Duffus, cover del brano di Frederick Knight I Forgot to Be Your Lover, Connection, versione del riddim Space Flight e Kuchy Skank, versione di Augustus Pablo del brano Words of My Mouth di Sangie Davis and the Gatherers. Operation è uno dei primi esempi della tecnica sperimentale di unire insieme differenti parti strumentali per creare una singola traccia: contiene versioni dub di Give Me Power, di Love and Respect degli Ethiopians, di Fever di Junior Byles, per finire con la versione di melodica di Give Me Power.

## Tracce

### Lato A
1. Tighten Up - Dillinger & The Upsetters
2. Django Shoots First - Sir Lord Comic & The Upsetters
3. Uncle Charley - The Upsetters
4. Sokup - The Upsetters
5. Double Power - The Upsetters
6. Lover Version - The Upsetters

### Lato B
1. Rumpelsteelkin - The Upsetters
2. Skanking - Dillinger & The Upsetters
3. Kuchy Skank - The Upsetters
4. Connection - Dillinger & The Upsetters
5. Operation - The Upsetters